# Dusarès
 (août 2024).
Si vous disposez d'ouvrages ou d'articles de référence ou si vous connaissez des sites web de qualité traitant du thème abordé ici, merci de compléter l'article en donnant les références utiles à sa vérifiabilité et en les liant à la section « Notes et références ».

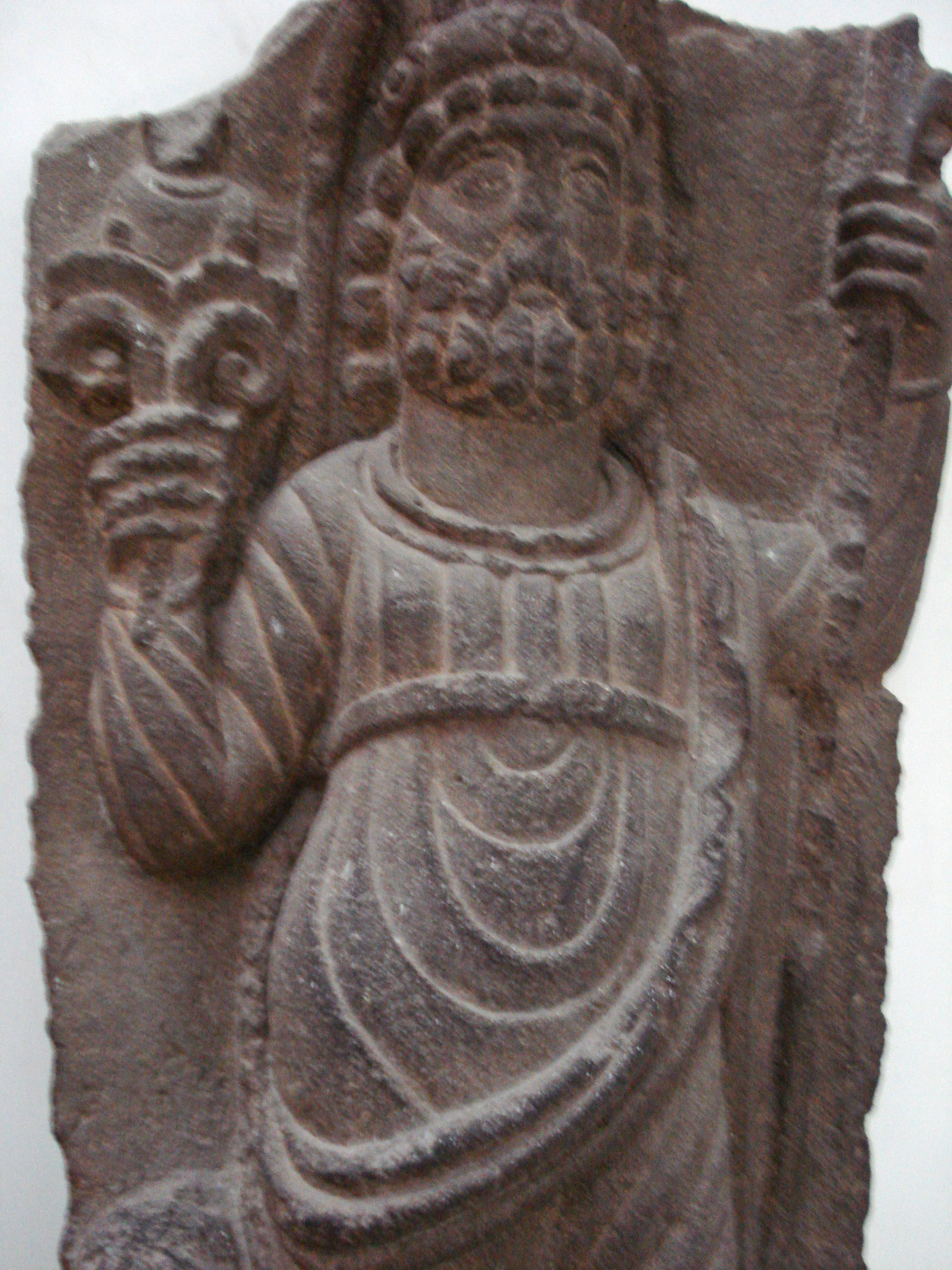
Statue de Dusares découverte dans le sud de l'actuelle Syrie.

Dusares, aussi connu sous les noms de Dhū al-Sharā, Dushara ou Orotalt, est un dieu des Nabatéens, peuple arabe de l'Antiquité qui vivait en Jordanie, au nord de l'Arabie et dans le Negev à partir du IVe siècle av. J.-C.
Dusarès (en arabe : ذو الشرى) est la transcription en latin du nom arabe dhû Sharâ : « Celui-du-Sharâ », périphrase pour désigner le dieu topique du Mont Sharâ, qui domine à l'est la région de Pétra. Elle est connue comme la divinité suprême des Nabatéens, avec ses principaux sanctuaires à Pétra (le Qasr al-bint Firaun) et à Bostra. Elle était adorée sous la forme d'un bétyle, une pierre cubique, placée sur un piédestal (le môtab) à côté d'autres bétyles des divinités qui lui étaient associées. Orotalt est le nom qu'Hérodote (III, 38) donne au Ve siècle av. J.-C. à cette divinité qu'il assimile à Dionysos. Ainsi sous l'influence de l'hellénisme, elle était représentée sous la forme d'un jeune dieu aux cheveux longs (comme Dionysos) ou encore sous la forme d'un dieu mûr et barbu.
Des textes tardifs remontant au début de l'époque byzantine donnent des précisions sur sa mythologie. Dusarès serait le fils de la Vierge Chaamou (prononcer Kaamou), sans doute une erreur de transcription pour *Kaabou, le Cube (le Cube, forme du bétyle ou forme du sanctuaire). Il est aussi possible qu'il s'agisse du même mot prononcé différemment (m et b sont allophones dans cette langue).